# Windows Display Driver Model
 (septembre 2020).
Si vous disposez d'ouvrages ou d'articles de référence ou si vous connaissez des sites web de qualité traitant du thème abordé ici, merci de compléter l'article en donnant les références utiles à sa vérifiabilité et en les liant à la section « Notes et références ».
Windows Display Driver Model (WDDM, aussi appelé WVDDM) est le modèle de pilote pour carte graphique apparu sur Windows Vista. 
Les pilotes WDDM pour Direct3D 9.0Ex et 10 sont désormais compatibles entre eux. 
Le premier pilote GeForce Windows 10 WHQL est disponible depuis mai 2015.
Ce modèle est destiné à remplacer le modèle de pilote d'affichage de Windows XP pour apporter de meilleures performances, des fonctionnalités et une stabilité. WDDM fournit une fonctionnalité qui est requise pour effectuer le rendu du bureau et des applications exploitant le gestionnaire de fenêtres, Desktop Window Manager.

## Vue d'ensemble
Les pilotes WDDM activent des fonctionnalités qui n'étaient pas fournies dans les modèles de pilotes graphiques précédents. Cela inclut :
Mémoire vidéo virtualiséeLes pilotes WDDM permettent à la mémoire vidéo d'être virtualisée et paginée dans la mémoire vive du système d'exploitation. Cela sert s'il n'y a temporairement plus assez de mémoire vidéo pour les données vidéo et les textures
Interruptibilité du Processeur graphique
Processus croisés pour les surface Direct3D

## Historique

### WDDM 2.0
Apparue avec Windows 10 durant la conférence BUILD 2014, à la suite de l'annonce où l'API de Direct3D 12 nécessite cette version. Cette nouvelle version réduit considérablement la charge de travail sur le pilote en mode noyau pour les processeurs graphiques supportant l'adressage en mémoire virtuelle.

### WDDM 1.3
Introduit avec Windows 8.1, cette version apporte :
- Affichage sans fil Miracast
- Superpositions multiplane
- Plages de format YUV
- Interface pour l'interrogation des capacités du moteur d'un nœud d'un processeur graphique
- Interface pour la signalisation de pilotes d'affichage en mode utilisateur que les entrées vidéo sont :
  - soit dans une gamme de luminance de studio
  - soit dans une gamme étendue
- Utilisation des ressources cross-adapter dans un système hybride